# Balassa Imre (író)
Balassa Imre, született Schweiger Imre (Szeged, 1886. november 25. – Nógrád, 1974. február 4.) író, újságíró, dramaturg, zenekritikus.

## Életútja
Schweiger Gáspár rézműves és Schweizer Eleonóra gyermekeként izraelita családban született. 1907-ben diplomázott az Országos Magyar Királyi Színművészeti Akadémián, ahol rendezői és színészi oklevelet szerzett. Mint színésznövendék, az Akadémia nyilvános vizsgaelőadásainak több alkalommal volt a rendezője. Az Akadémia elvégzése után a Nemzeti Színházhoz került mint segédrendező és titkár. Rendezői ambícióit nem elégítették ki, mint színészt is mellőzték, ezért a Nemzeti Színháztól és a színészeitől megvált. Az első világháború alatt a mozgósítás első percétől kezdve a háború végéig hadiszolgálatot teljesített. Harminckét hónapig harctéri szolgálatban volt és egész sereg hadi kitüntetést szerzett. 1912 őszétől, amikor a Nemzeti Színháztól megvált, irodalommal és hírlapírással foglalkozott. Belső munkatársa volt a Pesti Naplónak, Az Újságnak, a Nemzeti Újságnak, hosszú ideig egyik szerkesztője a Pesti Hírlapnak. Hetilapoknak, revüknek is munkatársa volt. 1920. május 9-én Budapesten, a Józsefvárosban házasságot kötött Dömjén Gyula és Weisz Janka lányával, Teréziával (1895–1972). 1925-ben elváltak, majd 1928-ban ismét összeházasodtak.
Ő alapította 1923-ban az első magyar művészeti napilapot, az Esti Életet, majd az Új Nemzedék belső munkatársa volt. Irodalmi és művészeti problémákkal foglalkozott. Mint kritikus, bírálataiban bőven, részletesen elemző módon foglalkozik a színész munkájával és a rendező produkciójával. Kritikai pályája 1912-ben kezdődött. Az első világháború előtti években az Élet c. szépirodalmi hetilapnak kritikusa és szerkesztőbizottsági tagja, színházi kritikusa a Kultúrának. Kárpáti Auréllal és Halasi Andorral együtt írták a Kritika c. folyóiratot, amely kizárólag bírálattal foglalkozott, állandó munkatársa volt Bárdos Artúr színházi hetilapjának, a Színjátéknak és a Magyar Kultúrának, helyettes szerkesztője a Hadügyi Szemlének, majd a Külügy-Hadügynek. 
Az első világháború után Az Újság színházi kritikusa, majd a Nemzeti Újságban írta kritikáit a Nemzeti Színház premierjeiről és ugyanannak a lapnak színházi rovatvezetője volt. Az 1920-as években hétről-hétre írt erősen harcias szellemű színházi bírálatokat és polémikus színházi cikkeket a Képes Krónikába. Első könyve még színészkorában jelent meg, a címe: Színpadi problémák (Budapest, 1912). 1939-ig publikált az Új Nemzedékben, majd 1946 és 1948 között A Reggel c. hetilap munkatársa volt. 1949 és 1967 között mint az Operaház sajtófőnöke és dramaturgja dolgozott, s 1952-től 1972-ig már idősen és betegen hangversenyeket ismertetett és mikrobarázdás hanglemez-bemutatókat tartott. 
A második világháború után az egyik legnagyobb hatású zenei kommentátornak számított. Íróként jellegzetes műfaja volt a zenei témájú és történelmi jellegű életrajzi regény, így feldolgozta a reformkort (Nagy idők, 1926.), Déryné és Vörösmarty életrajzát is (1940 és 1941), majd Kossuth életéről is írt, kétkötetes regényt (Kossuth, 1928.). Megírta IV. Károly utolsó Habsburg királyunk tragédiáját (1925.), de írt Jézusról is életrajzi munkát (Krisztus, 1928), később Molière, aztán Mozart életrajzi regényei következtek, ez utóbbi két kiadásban is (1933 és 1964). Híres és elterjedt és sok kiadásban megjelent munkája az Operák könyve (1951. és több kiadás)  és ennek a témának egy új feldolgozása, az Operakalauz (mindkettő Gál György Sándorral közösen). Mozgalmas és gazdag életét – már csak halála után megjelent – emlékiratában dolgozta föl (1976). A Magyar Írók Egyesülete és a Magyar Újságírók Egyesülete főtitkára is volt, ill. a  La Fontaine Társaság alelnöke. Egy ideig a PEN Club kritikusszekciójának alelnöke és a társaság hazai vezetőségi tagja. A Farkasréti temetőben nyugszik.

## Fontosabb művei
- Színpadi problémák (Bp., 1912)
- A magyar királytragédia. IV. Károly; Világirodalom, Bp., 1925
- Nagy Idők (regény, Bp., 1926)
- Krisztus (regény, Bp., 1928)
- Kossuth. Egy nagy élet regénye (Bp., 1928)
- Mozart csodálatos élete (regény, Bp., 1933)
- Szacsvay Imre: Életem és emlékeim (sajtó alá rendezte és a bevezető életrajzot írta, Bp., 1940)
- Molière (regény, Bp., 1938)
- Földy János naplótöredékei Világostól Josephstadtig (kiad., Bp., 1939)
- Déryné. Egy régi színésznő élete; Singer-Wolfner, Bp., 1940
- Itt élned, halnod kell. Vörösmarty Mihály életének regénye; Singer-Wolfner, Bp., 1941 (Magyar regények XI.)
- Operák könyve (Gál György Sándorral, Bp., 1951)
- Operakalauz (Gál György Sándorral közösen, Bp., 1956)
- Mozart regénye (Bp., 1964)
- Sándor Erzsi (Nagy Magyar Előadóművészek, Bp., 1968)
- Offenbach regénye (Bp., 1968)
- Nyolc évtized vándorútján (életrajz, posztumusz, Bp., 1976)